# Harpenden
Harpenden è una cittadina di 29 881 abitanti della contea dell'Hertfordshire, in Inghilterra. Vi ha sede dal 1843 il Rothamsted Experimental Station, la più celebre stazione sperimentale agricola inglese.

## Amministrazione

### Gemellaggi
- Cosne-Cours-sur-Loire
- Alzey